# Comuna Starosillea, Luhînî
Starosillea (în ucraineană Старосільська сільська рада) este o comună în raionul Luhînî, regiunea Jîtomîr, Ucraina, formată din satele Nova Rudnea, Novi Novakî, Novosilka și Starosillea (reședința).

## Demografie
Componența lingvistică a comunei Starosillea
     Ucraineană (99,21%)
     Alte limbi (0,79%)
Conform recensământului din 2001, majoritatea populației comunei Starosillea era vorbitoare de ucraineană (99,21%), existând în minoritate și vorbitori de alte limbi.